# Edith Heard

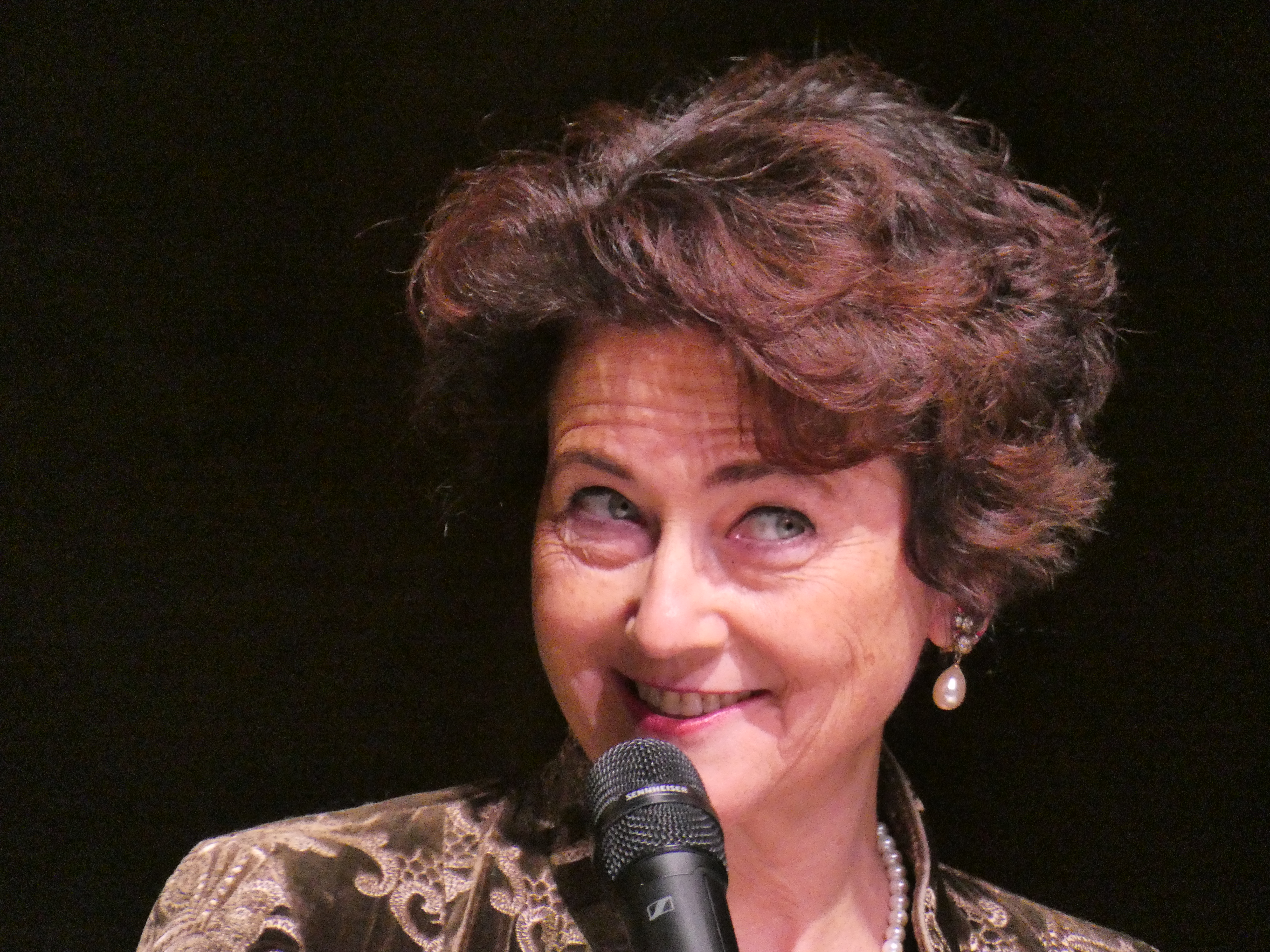
Edith Heard, 2024

Edith Heard (* 5. März 1965 in London) ist eine britische Genetikerin. Sie befasst sich vor allem mit der Rolle der Epigenetik bei der Entwicklung von Säugetieren.

## Leben
Heard studierte an der University of Cambridge Naturwissenschaften (Tripos, Bachelor 1986) und erwarb 1990 bei M. Fried am Imperial Cancer Research Fund in London einen Ph.D. in Genetik. Als Postdoktorandin arbeitete sie bei P. Avner am Institut Pasteur in Paris, wo sie auch eine erste Festanstellung erhielt. Nach einem Jahr Forschungsaufenthalt am Cold Spring Harbor Laboratory (New York) gründete Heard 2001 am Institut Curie in Paris eine eigene Forschungsgruppe. 2010 wurde sie Direktorin der dortigen Abteilung für Genetik und Entwicklungsbiologie. 2012 erhielt sie zusätzlich eine Professur für Epigenetik und zelluläres Gedächtnis am Collège de France. Seit Januar 2019 ist Heard Generaldirektorin des EMBL (Europäisches Laboratorium für Molekularbiologie) in Heidelberg. 2020 wurde sie in den Senat der Max-Planck-Gesellschaft berufen, 2021 in den  Science Council der World Health Organization (WHO).
Edith Heard konnte wesentliche Beiträge zur Rolle der Epigenetik bei der (normalen) Entwicklung von Säugetieren leisten. So deckte sie den molekularen Mechanismus der X-Chromosom-Inaktivierung auf (Xist-RNA), konnte zeigen, dass dieser Mechanismus sich bei verschiedenen Säugetieren deutlich unterscheiden kann, und war an der Entdeckung der Topologically associating domains (TAD) beteiligt. Neuere Arbeiten befassen sich mit der Frage, wie die Organisation von Chromatin und Chromosomen an der Genregulation beteiligt sind.
Laut Datenbank Scopus hat Heard einen h-Index von 76 (Stand Juli 2025).

## Auszeichnungen (Auswahl)
- 2005 Mitglied der European Molecular Biology Organization[4]
- 2008 Silbermedaille des Centre national de la recherche scientifique (CNRS)
- 2012 Mitglied der Academia Europaea[5]
- 2013 Fellow der Royal Society[6]
- 2015 Ritter der Ehrenlegion[7]
- 2017 Grand Prix INSERM[8]
- 2017 ESHG Award der European Society of Human Genetics[9]
- 2019 Familie-Hansen-Preis[10]
- 2020 UNESCO-L’Oréal-Preis
- 2021 Mitglied der National Academy of Sciences
- 2021 Mitglied der Nationalen Akademie der Wissenschaften Leopoldina[11]
- 2021 Mitglied der National Academy of Medicine
- 2021 Mitglied der Päpstlichen Akademie der Wissenschaften
- 2022 Richard-Benz-Medaille für Kunst und Wissenschaft der Stadt Heidelberg
- 2024 Croonian Medal and Lecture of the Royal Society
- 2024 Médaille d’or du CNRS
- 2025 Mitglied der American Academy of Arts and Sciences
- 2025 Blaise-Pascal-Medaille